# كلايف ميرراسون
كلايف ميرراسون (بالإنجليزية: Clive Merrison)‏ هو ممثل ويلزي وبريطاني، ولد في 15 سبتمبر 1945 بتينبي في المملكة المتحدة.

## أعمال

### أفلام
- (1981) الهروب إلى النصر
- (1982) فايرفوكس[4]
- (1992) ستالين 1992
- (1996) المريض الإنجليزي[5]

## وصلات خارجية
- كلايف ميرراسون على موقع IMDb (الإنجليزية)
- كلايف ميرراسون على موقع ألو سيني (الفرنسية)
- كلايف ميرراسون على موقع ميوزك برينز (الإنجليزية)
- كلايف ميرراسون على موقع أول موفي (الإنجليزية)
- كلايف ميرراسون على موقع قاعدة بيانات برودواي على الإنترنت (الإنجليزية)
- كلايف ميرراسون على موقع قاعدة بيانات الأفلام السويدية (السويدية)
- كلايف ميرراسون على موقع ديسكوغز (الإنجليزية)
- كلايف ميرراسون على موقع قاعدة بيانات الفيلم (الإنجليزية)
- كلايف ميرراسون على موقع كينوبويسك (الروسية)